# Carlos Izquierdo Torres
Carlos Izquierdo Torres (Madrid, 9 de julio de 1968) es un político español perteneciente al Partido Popular, concejal del Ayuntamiento de Madrid entre 1999 y 2012 y diputado de la x legislatura de la Asamblea de Madrid. El 26 de junio de 2015 fue nombrado consejero de Políticas Sociales y Familia de la Comunidad de Madrid. El 22 de mayo de 2018 fue nombrado por el presidente de la Comunidad de Madrid, Ángel Garrido, consejero de Medio Ambiente y Ordenación del Territorio. Desde el 19 de junio hasta el 24 de junio de 2019, Con motivo de la ausencia del Presidente de la Comunidad de Madrid en funciones, Pedro Rollán Ojeda, Torres asumió el cargo de Presidente meramente para asuntos de máxima importancia.
En la breve legislatura 2019/21 fue designado Secretario General del Grupo Parlamentario Popular en la Asamblea de Madrid y portavoz de Economía.
El 21 de junio de 2021 toma posesión como Consejero de Administración Local y Digitalización de la Comunidad de Madrid.

## Biografía
Nacido el 9 de julio de 1968 en Madrid, se licenció en Ciencias Económicas y Empresariales / Rama General (especialidad Economía Monetaria y del Sector Público por la Universidad Complutense de Madrid.

## Trayectoria política
En la Comisión Gestora del Partido Popular de Madrid fue designado vicesecretario de Sectorial. En el último Congreso regional del Partido Popular de la Comunidad de Madrid, celebrado en marzo de 2017, fue nombrado vicesecretario general de 0rganización. 
Y en la gestora de Pío García Escudero, sigue dirigiendo la Organización del Partido a nivel regional. 
Tras el congreso nacional de 2018,el presidente Pablo Casado, le nombra miembro del Comité ejecutivo y Junta Directiva Nacional del Partido Popular. 

### Ayuntamiento de Madrid
En 1999 tomó posesión del cargo de concejal del Ayuntamiento de Madrid.  Desempeñó el cargo de concejal-presidente de los distritos de Usera (1999-2003), Villaverde (2003-2007) y Carabanchel (1999-2012).

### Comunidad de Madrid

#### Viceconsejero de Familia y Asuntos Sociales
El 22 de octubre de 2012 tomó posesión como viceconsejero de Familia y Asuntos Sociales de la Comunidad de Madrid, departamento dirigido por Jesús Fermosel hasta el 11 de junio de 2015, cuando presentó su dimisión en el cargo para evitar su incompatibilidad al tomar posesión como diputado regional del Grupo Parlamentario Popular en la Asamblea de Madrid el 12 de junio de 2015.

#### Consejero de Políticas Sociales y Familia
El 26 de junio de 2015 es nombrado consejero de Políticas Sociales y Familia de la Comunidad de Madrid por la presidenta regional Cristina Cifuentes.
Criticado por la oposición parlamentaria por su gestión y por declaraciones según esta poco afortunadas el 8 de febrero de 2018 fue reprobado como consejero en la Asamblea de Madrid con los votos de PSOE, Podemos y Ciudadanos.

#### Consejero de Medio Ambiente y Ordenación del Territorio
El 21 de mayo de 2018, el nuevo presidente de la Comunidad de Madrid, Ángel Garrido, anunció que asumiría como titular de la Consejería de Medio Ambiente y Ordenación del Territorio. Su toma de posesión se efectuó el 22 de mayo de 2018.

#### Consejero de Administración Local y Digitalización de la Comunidad de Madrid
El 21 de junio  toma posesión como nuevo Consejero de Administración Local y Digitalización de la Comunidad de Madrid.